# Martin Strolz
Martin Strolz (ur. 16 lutego 1932 w Lech, zm. 4 sierpnia 1994 tamże) – austriacki narciarz alpejski, srebrny medalista mistrzostw świata. 
Podczas mistrzostw świata w Åre w 1954 roku wywalczył  srebrny medal w biegu zjazdowym. W zawodach tych rozdzielił dwóch rodaków: Christiana Pravdę i Ernsta Oberaignera. Był to jego jedyny start na tej imprezie, a także jedyny start na międzynarodowej imprezie tej rangi. 

## Osiągnięcia

### Mistrzostwa świata
| Miejsce | Dzień   | Rok  | Miejscowość | Konkurencja | Czas biegu | Strata | Zwycięzca        |
| ------- | ------- | ---- | ----------- | ----------- | ---------- | ------ | ---------------- |
| 2.      | 7 marca | 1954 | Åre         | Zjazd       | 1:59,6     | +2,2   | Christian Pravda |